# Illosporiopsis christiansenii
Illosporiopsis christiansenii är en svampart som lever som parasit på lavar, främst av släktet Physcia.
Arten är monotypisk i släktet Illosporiopsis, som placeras incertae sedis i ordningen köttkärnsvampar, klassen Sordariomycetes och divisionen sporsäcksvampar. Den beskrevs först av Beryl Ledsam Brady och David Leslie Hawksworth, och fick sitt nu gällande namn av samme Hawksworth 2001.

## Beskrivning
Illosporiopsis christiansenii  är en parasit som lever på lavar, och är känd från arterna Physcia aipolia, Physcia adscendens, Physcia stellaris, Physcia tenella, Physconia distorta och Xanthoria parietina. Dess fruktkroppar är intensivt rosa och kuddformade, vilket avspeglas i dess nederländska och tyska namn: lipstickmos ("läppstiftmossa") respektive rosa Kissenpilz ("rosa kuddsvamp"). Trots sin uppseendeväckande färg och relativa vanlighet kan de på grund av sin litenhet vara svåra att få syn på.

## Utbredning
Arten återfinns i Europa och Nordamerika. Den är bofast och reproducerande i Sverige.